# لو بين
لو بين هو لاعب كرة قدم صيني في مركز الوسط، ولد في 3 مايو 1995 في ووهان في الصين. لعب مع Atlético Saguntino ‏.